# Fraai thujamos
Fraai thujamos (Thuidium delicatulum) is een soort uit het geslacht thujamos (Thuidium).
Het is een zeer zeldzame soort van vochtige bossen en rotsen. 

## Etymologie en naamgeving
- Engels: Delicate fern moss

De botanische naam Thuidium is Oudgrieks voor thuja, naar de gelijkenis met de levensboom (Thuja occidentalis).
De soortaanduiding delicatulum komt uit het Latijn en betekent 'delicaat'.

## Kenmerken
Fraai thujamos is een dubbelganger van gewoon thujamos en kan daarvan zonder microscopisch onderzoek nauwelijks van worden onderscheiden. Het is een mattenvormend mos dat in etages groeit. De plant is dubbel tot drievoudig geveerd, wat kleiner en minder regelmatig geveerd dan gewoon thujamos. De stengel is groen en bezet met parafylliën, sterk gereduceerde blaadjes. De stengelblaadjes zijn onderaan breed driehoekig, geleidelijk versmallend naar de gebogen top, geplooid, lichtgroen tot olijfgroen. De takblaadjes zijn eerder ovaal en korter gepunt. De bladnerf is dik en loopt door tot in de top van het blad. De bladcellen dragen elk een papil aan de rand, waardoor de bladrand fijn getand is.
Het sporenkapsel of sporogoon is gekromd cilindrisch. Het kapsel wordt afgesloten door een lang gesnaveld operculum.

## Ecologie
Fraai thujamos groeit voornamelijk op beschaduwde plaatsen met een hoge luchtvochtigheid op basenrijke (maar meestal kalkarme) bodems, zoals in loof- als naaldbossen met kwel en op leemgronden, en op vochtige rotsen.

## Verspreiding
Fraai thujamos kent een kosmopolitische verspreiding. Het is in België en Nederland zeer zeldzaam.